# Pavlos Melas
Pavlos Melas (Παύλος Μελάς; Marsiglia, 1870 – Statitsa, 1904) è stato un militare e patriota greco, uno dei protagonisti della lotta ellenica per la Macedonia. La sua morte fu il motivo per la mobilitazione dell'opinione pubblica greca, relativamente alla questione macedone. In Grecia è considerato un eroe.
Fece parte della Massoneria, fu membro della loggia Athina (Atene).